# 秋田知里
秋田 知里（あきた ちさと、1994年1月31日 - ）は、日本のタレント、歌手、アイドル、作詞家。仮面ライダーGIRLSのメンバー。東京都出身。2024年10月からフリーで活動中。

## 略歴
- 2011年、アーティスト育成の名門・avex artist academyの特待生としてボーカルレッスンを受ける。
- 2012年9月5日、仮面ライダー公式ガールズユニット・仮面ライダーGIRLSに新メンバーとして加入し、「仮面ライダーウィザード公開記者発表イベント〜仮面ライダーウィザード G＆Cミュージックマジック〜」にてデビュー[1][2]。
- 2015年4月22日、リバプール株式会社より1stDVD『Hope 4 U』を発売[3][4][5][6]。
- 2016年1月20日、CAPCOMの人気ゲーム『戦国BASARA』の10周年を記念して作られたアルバム『戦国BASARA 武将テーマ ボーカルコレクション』にて「京極マリアのテーマソング」を担当する[7]。
- 2017年8月、人気アプリゲーム『スクールガールストライカーズ』のスピンオフアプリ『スクールガールストライカーズ トゥインクルメロディーズ』に「アプリコット・レグルス」藤代渚役で出演。
- 2019年1月11日より4週連続でソロ名義のオリジナル楽曲を配信開始[8]。
- 2019年以降、毎年のソロアルバムリリースや舞台、ミュージカルなどにも多数出演。
- 2022年には自身の担当する仮面ライダーウィザード10周年を祝う為、自らがプロデューサーとなり10周年企画を立ち上げ、プロデューサー・企画・演出・構成・脚本・デザイン・演者の全てをこなすなど、各方面での才能を発揮している。

## 人物
- 仮面ライダーGIRLSでの担当カラーは赤、元ウィザード担当[9]。所属グループの担当ライダー制が廃止された今でも仮面ライダーウィザードをこよなく愛し、自身の部屋には200体以上のウィザードフィギュアがあるという[10]。
- バレエ歴9年、ピアノ歴14年[11]。
- 学生時代は原始人倶楽部に所属していて、火起こしが出来る。
- コスプレがネットで話題を呼んでいる[12][13][14]。
- 大のディズニー好き。
- ディズニープリンセスに憧れており、ファンからは姫と呼ばれることが多い。

## 作品

### 配信シングル
|      | 発売日        | タイトル          | 作曲           | 作詞     | 備考                                                                         |
| ---- | ------------- | ----------------- | -------------- | -------- | ---------------------------------------------------------------------------- |
| 1st  | 2019年1月11日 | はっぴーわーるど☆ | 高取ヒデアキ   | 秋田知里 |                                                                              |
| 2nd  | 2019年1月18日 | Break it Out!     | Alchemy+       | 秋田知里 |                                                                              |
| 3rd  | 2019年1月25日 | melodies          | 春日章宏       | 秋田知里 |                                                                              |
| 4th  | 2019年2月1日  | precious one      | 山口寛雄       | 秋田知里 |                                                                              |
| 5th  | 2022年2月14日 | Sweet trap        | nishi-ken      | 秋田知里 |                                                                              |
| 6th  | 2022年3月14日 | still love...     | 河合英嗣       | 秋田知里 |                                                                              |
| 7th  | 2022年4月14日 | Special Days⭐︎    | Alchemy+       | 秋田知里 |                                                                              |
| 8th  | 2022年5月14日 | Song for you      | 山口朗彦       | 秋田知里 |                                                                              |
| 9th  | 2023年2月14日 | The story so far  | 鳴瀬シュウヘイ | 秋田知里 | テレビアニメ『The Legend of Heroes 閃の軌跡 Northern War』オープニングテーマ |
| 10th | 2023年3月14日 | ソラレスの花      | 濱田幹浩       | 秋田知里 | ゲーム『テミラーナ国の強運姫と悲運騎士団』オープニングテーマ                 |
| 11th | 2023年4月14日 | Family            | Alchemy+       | 秋田知里 |                                                                              |
| 12th | 2023年5月14日 | ルナミアの光      | 針生将宏       | 秋田知里 | ゲーム『テミラーナ国の強運姫と悲運騎士団』エンディングテーマ                 |

### ミニアルバム
| #   | 発売日        | タイトル   | 品番     | 備考                                                                    |
| --- | ------------- | ---------- | -------- | ----------------------------------------------------------------------- |
| 1st | 2019年2月14日 | melodies   | AKT-0001 | 全4曲収録+12Pブックレット付                                             |
| 2nd | 2020年2月14日 | FANTASIA   | AKT-0002 | インスト1曲含む全5曲収録                                                |
| 3rd | 2021年2月14日 | C          | AKT-0003 | 4曲のアニメカバー曲とオリジナル曲の新曲1曲を含む全5曲                   |
| 4th | 2022年9月25日 | あいのうた | AKT-0004 | 2022年2月14日から4ヶ月連続で配信してきた楽曲を1枚にまとめたミニアルバム |

### DVD
- 秋田知里1stDVD「Hope 4 U」（2015年4月24日、リバプール株式会社）
- 戦国BASARA 10周年祭〜十年十色の宴〜DVD（2016年9月7日、株式会社エースクルー・エンタテインメント）

### 参加楽曲
- 戦国BASARA 武将テーマ ボーカルコレクション（2016年1月20日、avex music creative） - M11.「京極マリアのテーマソング」

### キャラクターソング
| 発売日   | 商品名                                                                            | 歌                                         | 楽曲 | 備考                                                                  |
| 2017年   | 2017年                                                                            | 2017年                                     | 2017年 | 2017年                                                                |
| -------- | --------------------------------------------------------------------------------- | ------------------------------------------ | --- | --------------------------------------------------------------------- |
| 10月25日 | I Wish                                                                            | アプリコット・レグルス                     | 「I Wish」 「Step!」 | ゲーム『スクールガールストライカーズ トゥインクルメロディーズ』関連曲 |
| 2018年   |                                                                                   |                                            | |                                                                       |
| 1月24日  | スクールガールストライカーズ 〜トゥインクルメロディーズ〜 Melody Collection       | アプリコット・レグルス                     | 「オルヴォワール プラネット」 「Pop and Jump!」 「Right on!!」 「New World」 「ユートピア」 「優しい風」 「蒼のメモリー」 「Snow Planet」 | ゲーム『スクールガールストライカーズ トゥインクルメロディーズ』関連曲 |
| 8月17日  | スクールガールストライカーズ ～トゥインクルメロディーズ～ Melody Collection Vol.2 | アプリコット・レグルス                     | 「つながる想い」 「ミラクルワンダーランド」 「Daily Miracle」 「Happy Go Lucky」 「ミチ☆ミチル」 「Moment」 「Lapis Lazuli」 「旅の途中」 | ゲーム『スクールガールストライカーズ トゥインクルメロディーズ』関連曲 |
| 8月17日  | スクールガールストライカーズ ～トゥインクルメロディーズ～ Melody Collection Vol.2 | 藤代渚（秋田知里）、雪代マリ（田野アサミ） | 「Horizon」 | ゲーム『スクールガールストライカーズ トゥインクルメロディーズ』関連曲 |

### 作詞提供
仮面ライダーGIRLS
- feeling...（2014年3月19日、2ndアルバム『exploded』Type B収録）
- The World 〜everybody's jump〜（2014年6月25日、8thシングル『Break the shell』Type B収録）
- Build up（コンピレーションアルバム『仮面ライダービルド TV主題歌&挿入歌 ベストソングコレクション』収録）
- Endless Journey（2019年9月4日、ミニアルバム『030804-01』収録）
- We are GIRLS!!!（2022年5月20日、配信アルバム『Re:incarnation』）

ツクヨミ（CV：大幡しえり）with 仮面ライダーGIRLS
- 月の満ちる時（コンピレーションアルバム『平成仮面ライダー20作記念ベスト』収録）

## 出演

### テレビ番組

#### ワイドショー番組
- スッキリ!!（2013年8月1日、日本テレビ）

#### バラエティ
- アニメTV（2013年3月14日、TOKYO MX）
- 全力坂（2013年5月13日、テレビ朝日）
- 告白女子（2014年12月21日、岩手めんこいテレビ）

#### テレビドラマ
- 仮面ライダー鎧武/ガイム 第18話（2014年2月16日、テレビ朝日） - ダンスチームPOP UP 役[15]
- 仮面ライダーガッチャード 第41話（2024年6月23日、テレビ朝日） - コヨミ 役

#### テレビアニメ
- The Legend of Heroes 閃の軌跡 Northern War（2023年、カメラ女子）

### ウェブ番組
- メシテロ嬢（2016年3月4日、Ameba FRESH!）
- 仮面ライダージュウガVS仮面ライダーオルテカ（2023年4月30日・5月7日、東映特撮ファンクラブ） - 春山ミチル 役
- およげないん 京都激闘篇 第3話（2025年2月9日、東映特撮ファンクラブ） - チサト 役

### 映画
- 劇場版 仮面ライダーウィザード in Magic Land（2013年） - 若者 役
- 仮面ライダー×仮面ライダー 鎧武&ウィザード 天下分け目の戦国MOVIE大合戦（2013年） - ダンスチームPOP UP 役[15]

### 舞台
- 朗読劇 UBUGOE〜voice of comedy vol.14（2016年12月9日、大田文化の森ホール）
  - 「喫茶ライフ」 - 諦め女 役
  - 「魔女の千年」 - 千年：魔女 役
- 朗読劇「“自称”超能力少女・三船ユリ」（2018年6月16日、労音大久保会館アールズアートコート）
- 五反田タイガー 6th Stage「花街花魁クロニクル」（2019年7月10日 - 15日、草月ホール） - 多貴 役
- ミュージカル座ミュージカル「おでかけ姫」（2019年9月25日 - 29日、六行会ホール） - 小栗理沙（気象予報士）、グリザリオ（猫） 役
- 劇団TEAM-ODAC 第33回本公演「キクネ〜僕らに出来ること〜」（2019年12月13日 - 23日、草月ホール） - 神田美優 役[16]
- シューティング歌劇「ゴシックは魔法乙女」（2020年2月12日 - 17日、新宿村LIVE） - ラナン 役[17]
- 五反田タイガー 7th Stage「WORKER ANTS と 働かないアリ」（2020年3月18日 - 22日、CBGKシブゲキ!!） - キャシー 役
- 五反田タイガー 8th Stage「Refrain 〜でも、バイバイ！〜 」（2020年9月30日 - 10月4日、草月ホール） -  紫吹結衣 役
- 五反田タイガー 9th Stage「DEMON〜ありがとうって言えなくて〜」（2021年1月27日 - 31日、銀座 博品館劇場） - ウサ 役 ※全公演延期
- シューティング歌劇「ゴシックは魔法乙女 -5悪魔襲来-」（2021年3月3日 - 7日、六行会ホール） - ラナン 役[18]
- ミュージカル座ミュージカル「サイト」（2021年4月29日 - 5月2日、ＩＭＡホール） - マジギレさおりん 役 ※全公演中止
- 五反田タイガー 9th Stage「DEMON〜ありがとうって言えなくて〜」（2021年9月1日 - 5日、こくみん共済 coop ホール／スペース・ゼロ） - ウサ 役 ※全公演再延期
- 舞台「さよならの幕明け」（2021年10月6日 - 10日、シアターBONBON） - 岩木いろは 役
- 五反田タイガー 10th Stage「Casket〜深海から見える星〜」（2021年11月10日 - 14日、草月ホール） -  人魚のシーヤ 役
- 劇団TEAM-ODAC 第34回本公演「僕らの深夜高速」（2021年12月15日 - 20日、草月ホール） - 秋野さゆみ 役
- 舞台「赤の女王」（2022年1月29日 - 2月6日、六行会ホール） - タピカ 役
- 劇団TEAM-ODAC 第38回本公演 「続・猫と犬と約束の燈」（2022年2月23日 - 2月27日、新国立劇場 小劇場） - 佐岩まりえ 役 ※全公演延期
- 五反田タイガー 9th Stage「DEMON〜ありがとうって言えなくて〜」（2022年4月20日 - 24日、池袋 あうるすぽっと） - ウサ 役
- 舞台『女王虐殺』（2022年10月26日 - 10月30日、六行会ホール） - エンゲル 役
- Monkey Works vol.10『アビリティイレブン』（2023年5月31日 - 6月4日、新宿シアターサンモール） - 鎌倉涼 役
- 劇団ディアステージ『トラブルメーカーwww2 ～隣の星は青く見える』（2023年7月5日 - 7月9日、築地本願寺ブディストホール） - 風間楓 役
- 五反田タイガー 13th Stage「BORDER～罪の道～」（2023年10月25日 - 29日、六行会ホール） - 相沢柊子 役
- 舞台 「もーきゃぷ」（2023年11月15日 - 19日、新宿シアターサンモール） - 美咲 役
- 『女王ステ THE LIVE「女王舞踏会 2023」』（2023年11月30日 - 12月3日、六行会ホール）- タピカ、エンゲル 役
- ミュージカル座ミュージカル「サイト」（2024年1月17日 - 1月21日、六行会ホール）- マジギレさおりん 役 ※怪我の療養のため降板
- 五反田タイガー 14th Stage「ペインティング・バーレスク〜天使がいた場所〜」（2024年2月28日 - 3月3日、六行会ホール）[19]
- 第24回 東出有貴プロデュース「Long believe」（2025年5月8日 - 11日、上野ストアハウス） - 菊 役[20]

### 配信
- リーディング公演「さよならの幕開け」（2020年9月9日） - 岩木いろは 役
- ごますて2をラブマックス！魅力徹底発掘特番『#ごまほり！』前編（2021年1月9日） - ゲスト
- シューティング歌劇「ゴシックは魔法乙女 II」PR番組
  - ラナン役として劇中歌『トモシビ』をライブ披露

### ゲーム
- スクールガールストライカーズ トゥインクルメロディーズ（2017年、藤代渚）
- LOST JUDGMENT：裁かれざる記憶（2021年、早川琥珀、清涼院茶茶子）

### ドラマCD
- ドライブサーガ 仮面ライダーマッハ夢想伝（2016年、メイド）
- スクールガールストライカーズ 〜トゥインクルメロディーズ〜 Melody Collection ボイスドラマ（2018年、藤代渚）
- ESCAPE&CHASE（2018年）

### ライブ・イベント
- 秋田知里1stDVD「Hope 4 U」発売イベント（2015年5月17日）
- 戦国BASARA10周年祭〜十年十色の宴（2016年3月6日）
- Wヒーロー夏祭り2016（東京ドームシティプリズムホール）
- 秋田知里1stソロライブ〜宴〜（2017年1月29日、二子玉川KIWA）
- がーるずぶらぼー（2017年8月1日、morph-tokyo）[21]
- TIF カラオケバトル2017 in お台場（2017年8月5日、湾岸スタジオ 多目的ホール インフォセンター）
- Wヒーロー夏祭り2017（東京ドームホテル）
- がーるずぶらぼー（2017年8月21日、morph-tokyo）[22]
- IDOL Pop'n Party Vol.25（2017年9月16日、TOKYO FM HALL）
- 秋田知里2ndソロライブ〜星降る夜〜（2018年1月31日、morph-tokyo）
- Spring Collection（2018年4月29日、morph-tokyo） - 藤代渚コス
- ハピコレ!!vol.162（2018年5月30日、morph-tokyo） - 京極マリア
- Wヒーロー夏祭り2018（東京ドームシティプリズムホール）
- すぎもとゆうな生誕祭（2018年11月19日、morph-tokyo） - 『SUPER BEST』衣装
- ウィザード&チサート6周年！チョーイイネ！スペシャルイベント！（2018年10月19日、青山 Future Seven）[23]
- オーディオドラマ「ESCAPE＆CHASE」発売イベント（2018年10月20日、日本芸術専門学校 山王ヒルズホール）[24]
- 秋田知里の生誕祭LIVE ディナー&新曲発表会〜25melodies〜（2019年1月31日、ラドンナ原宿）
- Wヒーロー夏祭り2019（東京ドームシティプリズムホール）
- 秋田知里生誕祭「FANTASIA」（2020年1月31日、関交協ハーモニックホール）
- 秋田知里 生誕祭LIVE 2021「C」（2021年2月14日、関交協ハーモニックホール）
- 花談会 〜緊急開花宣言〜（2021年6月26日、高円寺StudioK スタジオ2）
- 秋田知里 SOLO LIVE あいのうた（2021年10月23日、南青山MANDALA）
- 秋田知里 特ソンparty！～見ててください、私の…カラオケ！！！～（2023年1月31日、池袋 仮面ライダー・ザ・ダイナー）
- 秋田知里 チサート11周年！〜The story so far〜（2023年9月30日、神楽坂THE GLEE）
- 秋田知里 30th Birthdayイベント 〜チサート王国の戴冠式〜（2024年1月31日、グレースバリ新宿本店6Fルフール）

アプリコット・レグルス
- アプリコット・レグルス 東名阪特訓ツアー（2017年10月25日・11月18日・19日・2018年1月13日）
- アプリコット・レグルス「1stLIVE ～PLANET! PLANET! PLANET!～」（2017年12月9日、ヤマハ銀座スタジオ）
- アプリコット・レグルス はじめての“特訓”ツアー EXPERT! in 舞浜アンフィシアター（2018年1月13日、舞浜アンフィシアター）
- アプリコット・レグルス Live Tour 2018“限界突破”ツアー（2018年4月7日・8日・26日）
- アプリコット・レグルス〜旅の途中〜（2018年10月24日、ヤマハ銀座スタジオ）

### ラジオ
- 東映公認 鈴村健一・神谷浩史の仮面ラジレンジャー（2013年 - 、文化放送） - アシスタント[25][26]
- レッツゴー!仮面ライダーGIRLS（2017年 - 、ラジオ日本）
- アプリコット・レグルスのメロメロ Radio!（2017年10月 - 12月、超!A&G+・AG-ON Premium）[27]

### モデル
- プレミアムバンダイファッションネット（2016年 - ）

### 雑誌
- ハイパーホビー（2012年9月 - 2013年2月、徳間書店） - 連載コーナー「ライドル倶楽部 仮面ライダーGIRLS応援団」
- ハイパーホビー（2013年3月 - 、徳間書店） - 連載コーナー「KAMEN RIDER GIRLS ROCK STYLE 仮面のウラには…」
- 宇宙船（2016年10月、ホビージャパン） - プレミアムバンダイ 仮面ライダーエグゼイド コスチュームモデル
- リスアニ!（2017年10月 - ）

### ユニットメンバー
1. 1 2  篠宮明佳里（富永美杜）、水沢薫（馬場なつみ）、藤代渚（秋田知里）、上月真央（鷲見友美ジェナ）、桐原香澄（宮崎珠子）